# Elecciones municipales de Huancavelica de 2002
Las elecciones municipales de Huancavelica de 2002 se llevaron a cabo el 17 de noviembre de 2002 para elegir al alcalde y al Concejo Provincial de Huancavelica para el periodo 2003-2006. La elección se celebró simultáneamente con elecciones regionales y municipales (provinciales y distritales) en todo el país.

## Sistema electoral
La Municipalidad Provincial de Huancavelica es el órgano administrativo y de gobierno de la provincia de Huancavelica. Está compuesta por el alcalde y el Concejo Provincial.
La votación del alcalde y el concejo se realiza en base al sufragio universal, que comprende a todos los ciudadanos nacionales mayores de dieciocho años, empadronados y residentes en la provincia de Huancavelica y en pleno goce de sus derechos políticos, así como a los ciudadanos no nacionales residentes y empadronados en la provincia de Huancavelica.
El Concejo Provincial de Huancavelica está compuesto por 11 regidores elegidos por sufragio directo para un período de cuatro (4) años, en forma conjunta con la elección del alcalde (quien lo preside). La votación es por lista cerrada y bloqueada. Se asigna a la lista ganadora los escaños según el método d'Hondt o la mitad más uno, lo que más le favorezca.

## Composición del Concejo Provincial de Huancavelica
La siguiente tabla muestra la composición del Concejo Provincial de Huancavelica antes de las elecciones.
| Partidos | Partidos                                                 | Regidores |
| -------- | -------------------------------------------------------- | --------- |
|          | Lista Independiente Movimiento Descentralista Ahora Perú | 7         |
|          | Movimiento Independiente Vamos Vecino                    | 2         |
|          | Acción Popular                                           | 2         |

## Partidos y candidatos
A continuación se muestra una lista de los principales partidos y alianzas electorales que participaron en las elecciones:
| Candidatura | Candidatura | Partidos y alianzas | Candidatos | Candidatos                  | Ideología                                               | Resultado previo | Resultado previo | Ref. |
| Candidatura | Candidatura | Partidos y alianzas | Candidatos | Candidatos                  | Ideología                                               | Votos (%)        | Reg.             | Ref. |
| ----------- | ----------- | --- | ---------- | --------------------------- | ------------------------------------------------------- | ---------------- | ---------------- | ---- |
|             | AP          | Lista - Acción Popular (AP) |            | Rosario Rosales de Cárdenas | Humanismo Nacionalismo cívico Reformismo                | 15.23%           | 2                |      |
|             | SP          | Lista - Somos Perú (SP) |            | José Ordóñez Ninasivincha   | Democracia cristiana Conservadurismo social             | 7.24%            | 0                |      |
|             | APRA        | Lista - Partido Aprista Peruano (APRA) |            | José del Pino Palomino      | Aprismo                                                 | 1.90%            | 0                |      |
|             | UPP         | Lista - Agrupación Independiente Unión por el Perú - Frente Amplio (UPP)                                                                    |            | Rogelio Galván García       | Liberalismo Progresismo Socialdemocracia                | Nuevo            | Nuevo            |      |
|             | PP          | Lista - Perú Posible (PP) |            | Máximo Requena Apacclla     | Socioliberalismo Democracia liberal Tercera vía         | Nuevo            | Nuevo            |      |
|             | UN          | Lista - Unidad Nacional (UN) – Partido Popular Cristiano (PPC) – Solidaridad Nacional (SN) – Renovación Nacional (RN) – Cambio Radical (CR) |            | Carlos Ñahui Palomino       | Democracia cristiana Conservadurismo Neoliberalismo     | Nuevo            | Nuevo            |      |
|             | MNI         | Lista - Movimiento Nueva Izquierda (MNI) |            | Cesar Hermosa Guerra        | Marxismo-leninismo Mariateguismo Socialismo democrático | Nuevo            | Nuevo            |      |
|             | RA          | Lista - Renacimiento Andino (RA) |            | Luis Cenzano Breña          | Indigenismo Plurinacionalismo Socialdemocracia          | Nuevo            | Nuevo            |      |
|             | RD          | Lista - Reconstrucción Democrática (RD) |            | Fredy Valencia Gutiérrez    | Humanismo                                               | Nuevo            | Nuevo            |      |
|             | MINCAP      | Lista - Movimiento Independiente de Campesinos y Profesionales (MINCAP)                                                                     |            | Edgar Ruiz Quispe           | Regionalismo huancavelicano                             | Nuevo            | Nuevo            |      |
|             | INTI        | Lista - Movimiento Independiente Regional INTI (INTI)                                                                                       |            | Leoncio Huayllani Taype     | Regionalismo huancavelicano                             | Nuevo            | Nuevo            |      |
|             | IND         | Lista - Lista Independiente N° 1 Movimiento Independiente Adelante Huancavelica                                                             |            | Tito Manrique Vergara       | Localismo huancavelicano                                | Nuevo            | Nuevo            |      |
|             | IND         | Lista - Lista Independiente N° 3 Movimiento Independiente Trabajo Vecinal                                                                   |            | Dante Gutiérrez Martínez    | Localismo huancavelicano                                | Nuevo            | Nuevo            |      |
|             | IND         | Lista - Lista Independiente N° 5 Movimiento Descentralista Ahora Huancavelica                                                               |            | Pedro Palomino Pastrana     | Localismo huancavelicano                                | Nuevo            | Nuevo            |      |
|             | IND         | Lista - Lista Independiente N° 7 Movimiento Independiente Cristiano de Huancavelica                                                         |            | Modesto Acevedo Condori     | Localismo huancavelicano                                | Nuevo            | Nuevo            |      |

## Resultados

### Sumario general
|                        |                                                                        |              |              |              |           |           |
| Partidos y coaliciones | Partidos y coaliciones                                                 | Voto popular | Voto popular | Voto popular | Regidores | Regidores |
| Partidos y coaliciones | Partidos y coaliciones                                                 | Votos        | %            | ±pp          | Total     | +/−       |
|                        | Movimiento Independiente de Campesinos y Profesionales (MINCAP)        | 8,431        | 19.08        | Nuevo        | 7         | +7        |
|                        | Movimiento Independiente Regional INTI (INTI)                          | 7,148        | 16.18        | Nuevo        | 1         | +1        |
|                        | Perú Posible (PP)                                                      | 4,153        | 9.40         | Nuevo        | 1         | +1        |
|                        | Lista Independiente Movimiento Descentralista Ahora Huancavelica       | 3,869        | 8.76         | n/a          | 1         | +1        |
|                        | Unidad Nacional (UN)                                                   | 3,617        | 8.19         | Nuevo        | 1         | +1        |
|                        | Renacimiento Andino (RA)                                               | 3,497        | 7.91         | Nuevo        | 0         | ±0        |
|                        | Movimiento Nueva Izquierda (MNI)                                       | 2,271        | 5.14         | Nuevo        | 0         | ±0        |
|                        | Somos Perú (SP)                                                        | 2,160        | 4.89         | –2.35        | 0         | ±0        |
|                        | Partido Aprista Peruano (APRA)                                         | 1,888        | 4.27         | +2.37        | 0         | ±0        |
|                        | Lista Independiente Movimiento Independiente Adelante Huancavelica     | 1,369        | 3.10         | n/a          | 0         | ±0        |
|                        | Reconstrucción Democrática (RD)                                        | 1,284        | 2.91         | Nuevo        | 0         | ±0        |
|                        | Acción Popular (AP)                                                    | 1,217        | 2.75         | –12.48       | 0         | –2        |
|                        | Lista Independiente Movimiento Independiente Cristiano de Huancavelica | 1,187        | 2.69         | n/a          | 0         | ±0        |
|                        | Agrupación Independiente Unión por el Perú – Frente Amplio (UPP)       | 1,078        | 2.44         | Nuevo        | 0         | ±0        |
|                        | Lista Independiente Movimiento Independiente Trabajo Vecinal           | 1,020        | 2.31         | n/a          | 0         | ±0        |
|                        |                                                                        |              |              |              |           |           |
| Total                  | Total                                                                  | 44,189       |              |              | 11        | ±0        |
|                        |                                                                        |              |              |              |           |           |
| Votos válidos          | Votos válidos                                                          | 44,189       | 78.16        | –2.35        |           |           |
| Votos en blanco        | Votos en blanco                                                        | 6,853        | 12.12        | +1.40        |           |           |
| Votos nulos            | Votos nulos                                                            | 5,491        | 9.71         | +0.93        |           |           |
| Votos emitidos         | Votos emitidos                                                         | 56,533       | 80.59        | +5.49        |           |           |
| Abstenciones           | Abstenciones                                                           | 13,612       | 19.41        | –5.49        |           |           |
| Votantes registrados   | Votantes registrados                                                   | 70,145       |              |              |           |           |
|                        |                                                                        |              |              |              |           |           |
| Fuente:                |                                                                        |              |              |              |           |           |

### Concejo Provincial de Huancavelica
| Cargo                               | Autoridad electa            | Partido político | Partido político                                                 |
| ----------------------------------- | --------------------------- | ---------------- | ---------------------------------------------------------------- |
| Alcalde Provincial de Huancavelica  | Edgar Ruiz Quispe           |                  | Movimiento Independiente de Campesinos y Profesionales           |
| Regidor Provincial de Huancavelica  | Ricardo Gutiérrez Martínez  |                  | Movimiento Independiente de Campesinos y Profesionales           |
| Regidor Provincial de Huancavelica  | Daker Riveros Anccasi       |                  | Movimiento Independiente de Campesinos y Profesionales           |
| Regidor Provincial de Huancavelica  | Gualberto Poma Ramos        |                  | Movimiento Independiente de Campesinos y Profesionales           |
| Regidor Provincial de Huancavelica  | Óscar Sedano Chávez         |                  | Movimiento Independiente de Campesinos y Profesionales           |
| Regidor Provincial de Huancavelica  | Rubén Laurente Dueñas       |                  | Movimiento Independiente de Campesinos y Profesionales           |
| Regidor Provincial de Huancavelica  | Eusebio Ataypoma Vargas     |                  | Movimiento Independiente de Campesinos y Profesionales           |
| Regidora Provincial de Huancavelica | Norma Breña Apumayta        |                  | Movimiento Independiente de Campesinos y Profesionales           |
| Regidora Provincial de Huancavelica | María Huamán Manrique       |                  | Movimiento Independiente Regional INTI                           |
| Regidor Provincial de Huancavelica  | Edgard Huarcaya Huaranca    |                  | Perú Posible                                                     |
| Regidor Provincial de Huancavelica  | Nelson Huamaní Villalva     |                  | Lista Independiente Movimiento Descentralista Ahora Huancavelica |
| Regidor Provincial de Huancavelica  | Estanislao Contreras Angulo |                  | Unidad Nacional                                                  |

## Elecciones municipales distritales

### Sumario general
| Partidos y coaliciones | Partidos y coaliciones                                                 | Voto popular | Voto popular | Voto popular | Regidores | Regidores |
| Partidos y coaliciones | Partidos y coaliciones                                                 | Votos        | %            | ±pp          | Total     | +/−       |
| ---------------------- | ---------------------------------------------------------------------- | ------------ | ------------ | ------------ | --------- | --------- |
|                        | Movimiento Independiente de Campesinos y Profesionales (MINCAP)        |              |              | Nuevo        | 2         | +2        |
|                        | Movimiento Independiente Regional INTI (INTI)                          |              |              | Nuevo        | 3         | +3        |
|                        | Perú Posible (PP)                                                      |              |              | Nuevo        | 4         | +4        |
|                        | Lista Independiente Movimiento Descentralista Ahora Huancavelica       |              |              | n/a          | 0         | ±0        |
|                        | Unidad Nacional (UN)                                                   |              |              | Nuevo        | 2         | +2        |
|                        | Renacimiento Andino (RA)                                               |              |              | Nuevo        | 2         | +2        |
|                        | Movimiento Nueva Izquierda (MNI)                                       |              |              | Nuevo        | 0         | ±0        |
|                        | Somos Perú (SP)                                                        |              |              |              | 0         | ±0        |
|                        | Partido Aprista Peruano (APRA)                                         |              |              |              | 0         | ±0        |
|                        | Lista Independiente Movimiento Independiente Adelante Huancavelica     |              |              | n/a          | 0         | ±0        |
|                        | Reconstrucción Democrática (RD)                                        |              |              | Nuevo        | 0         | ±0        |
|                        | Acción Popular (AP)                                                    |              |              |              | 1         | –1        |
|                        | Lista Independiente Movimiento Independiente Cristiano de Huancavelica |              |              | n/a          | 0         | ±0        |
|                        | Agrupación Independiente Unión por el Perú – Frente Amplio (UPP)       |              |              | Nuevo        | 0         | ±0        |
|                        | Lista Independiente Movimiento Independiente Trabajo Vecinal           |              |              | n/a          | 0         | ±0        |
|                        | Alianza para el Progreso (APP)                                         |              |              | Nuevo        | 1         | +1        |
|                        | Primero Perú (P)                                                       |              |              | Nuevo        | 0         | ±0        |
|                        | Fuerza Democrática (FD)                                                |              |              | Nuevo        | 0         | ±0        |
|                        | Movimiento Amplio País Unido (MAPU)                                    |              |              | Nuevo        | 0         | ±0        |
|                        | Listas independientes distritales                                      |              |              | n/a          | 2         | +2        |
|                        |                                                                        |              |              |              |           |           |
| Total                  | Total                                                                  |              |              |              | 18        | +2        |
|                        |                                                                        |              |              |              |           |           |
| Votos válidos          |                                                                        |              |              |              |           |           |
| Votos en blanco        |                                                                        |              |              |              |           |           |
| Votos nulos            |                                                                        |              |              |              |           |           |
| Votos emitidos         |                                                                        |              |              |              |           |           |
| Abstenciones           |                                                                        |              |              |              |           |           |
| Votantes registrados   |                                                                        |              |              |              |           |           |
|                        |                                                                        |              |              |              |           |           |
| Fuente:                |                                                                        |              |              |              |           |           |

### Resultados por distrito
La siguiente tabla enumera el control de los distritos de la provincia de Huancavelica. El cambio de mando de una organización política se resalta del color de ese partido.
| Distrito         | Alcalde(sa) titular                                      | Partido político                                         | Partido político                                         | Alcalde(sa) electo(a)       | Partido político | Partido político            |
| ---------------- | -------------------------------------------------------- | -------------------------------------------------------- | -------------------------------------------------------- | --------------------------- | ---------------- | --------------------------- |
| Acobambilla      | Mario Camacllanqui Laurente                              |                                                          | Movimiento Descentralista                                | Justiniano Carrasco Sáenz   |                  | Unidad Nacional             |
| Acoria           | Jesús García Serrano                                     |                                                          | Vamos Vecino                                             | Silvano Huamán Sedano       |                  | Rikcharisun Llaqta          |
| Ascensión        | Creación del distrito (Ley N° 27284, 8 de junio de 2000) | Creación del distrito (Ley N° 27284, 8 de junio de 2000) | Creación del distrito (Ley N° 27284, 8 de junio de 2000) | Félix Crispín Vargas        |                  | Independiente Ascensión     |
| Conayca          | Francisco Cárdenas Cuicapuza                             |                                                          | Vamos Vecino                                             | Enrique Cárdenas Cuicapusa  |                  | Alianza para el Progreso    |
| Cuenca           | Evaristo de la Cruz Flores                               |                                                          | Acción Popular                                           | Toribio Ñaupa Aguirre       |                  | Perú Posible                |
| Huachocolpa      | Rufino Huamán Gutiérrez                                  |                                                          | Vamos Vecino                                             | Celso Condori Ramos         |                  | Campesinos y Profesionales  |
| Huando           | Jose Dávila Centeno                                      |                                                          | Vamos Vecino                                             | Policarpo Serpa Mendoza     |                  | Perú Posible                |
| Huayllahuara     | Antonino Llacta Prudencio                                |                                                          | Vamos Vecino                                             | Antonino Llacta Prudencio   |                  | Independiente Regional INTI |
| Izcuchaca        | Justo Bendezú Valdez                                     |                                                          | Vamos Vecino                                             | Santos Cabanillas Manrique  |                  | Renacimiento Andino         |
| Laria            | Bernardino Torres Roca                                   |                                                          | Somos Huancavelica                                       | Hilario Torres Cuicapuza    |                  | Perú Posible                |
| Manta            | Cirilo Araujo Matos                                      |                                                          | Vamos Vecino                                             | Jorge Yangali Arizapana     |                  | Unidad Nacional             |
| Mariscal Cáceres | Jorge Huamán García                                      |                                                          | Movimiento Descentralista                                | Maximiliano Chanco Mendoza  |                  | Independiente Regional INTI |
| Moya             | Carlos Fonseca Martel                                    |                                                          | Vamos Vecino                                             | Lucio Velásquez Pantigoso   |                  | Trabajo Vecinal             |
| Nuevo Occoro     | Alfredo Pariona Sinche                                   |                                                          | Movimiento Descentralista                                | Alberto Gonzales Ortega     |                  | Campesinos y Profesionales  |
| Palca            | Alfonso de la Cruz Felipe                                |                                                          | Movimiento Descentralista                                | Isidoro Quispe García       |                  | Perú Posible                |
| Pilchaca         | Alfonso Ramos Pocomucha                                  |                                                          | Acción Popular                                           | Alfonso Ramos Pocomucha     |                  | Acción Popular              |
| Vilca            | Eugenio Surichaqui Lazo                                  |                                                          | Movimiento Descentralista                                | Pablo Surichaqui Sapallanay |                  | Renacimiento Andino         |
| Yauli            | Martín Gonzales Taipe                                    |                                                          | Movimiento Descentralista                                | Lorgio Rojas Paitán         |                  | Independiente Regional INTI |